# Озерське (Яворівський район)
О́зерське —  село в Україні, у Яворівському районі Львівської області. Населення становить 70 осіб. Орган місцевого самоврядування - Івано-Франківська селищна рада.